# Hamgyong Nam
Hamgyong Nam (Hamgyŏng-namdo, Hàm Kính Nam đạo) là một tỉnh Cộng hòa Dân chủ Nhân dân Triều Tiên. Tỉnh đã được lập năm 1896 từ phần phía nam của tỉnh cũ Hamgyŏng, là một tỉnh của Triều Tiên cho đến năm 1945, sau đó thành một tỉnh của Cộng hòa Dân chủ Nhân dân Triều Tiên. Tỉnh lỵ là Hamhŭng. Dân số của tỉnh năm 2008 là 3.066.013 người

## Địa lý
Tỉnh giáp Ryanggang về phía bắc, Bắc Hamgyong về phía đông bắc, Kangwŏn về phía nam, và Nam Pyongan về phía tây. Về phía đông của tỉnh là Biển Nhật Bản.

## Đơn vị hành chính
Nam Hamgyŏng được chia thành 5 thành phố ("Si"), 2 quận (1 "Ku" or "Gu" và 1 "Chigu"), Zhou, và 15 huyện ("Kun").

### Thành phố
- Hamhŭng (함흥시; 咸興市)
- Sinp'o (신포시; 新浦市)
- Tanch'ŏn (단천시; 端川市)

### Khu
- Khu Sudong (수동구; 水洞區)
- Địa khu Kŭmho (금호지구; 琴湖地區)

### Huyện
- Jangjin (장진군; 長津郡)
- Chŏngp'yŏng (정평군; 定平郡)
- Hamju (함주군; 咸州郡)
- Hŏch'ŏn (허천군; 虛川郡)
- Hongwŏn (홍원군; 洪原郡)
- Kowŏn (고원군; 高原郡)
- Kŭmya (금야군; 金野郡)
- Pujŏn (부전군; 赴戰郡)
- Pukch'ŏng (북청군; 北靑郡)
- Ragwŏn (락원군; 樂園郡)
- Riwŏn (리원군; 利原郡)
- Sinhŭng (신흥군; 新興郡)
- Tŏksŏng (덕성군; 德城郡)
- Yŏnggwang (영광군; 榮光郡)
- Yodŏk (요덕군; 耀德郡)